# Above & Beyond
Above & Beyond — британський транс-гурт, сформований у 2000 році Джонатаном Грантом (англ. Jonathan Grant), Тоні Макгіннесом і Пааво Сільямякі. Колектив здобув популярність завдяки реміксам і композиціям в стилі транс.
Гурт випустив три студійні альбоми і більше 10 компіляцій з серії Anjunabeats. Крім успішних реміксів і виступів в усьому світі, власні роботи британського тріо звернули на себе увагу публіки і популярних діджеїв.

## Історія

### Заснування
Спочатку «Above & Beyond» являли собою дует Джонатана Ґранта та Пааво Сільямякі. Їхнє знайомство відбулося у Вестмінстерському університеті, коли на студентській вечірці в кімнату до Джонатана забрів п'яний фін Пааво у пошуках пляшки пива. Влітку 2000 року вийшла перша офіційна платівка «Anjunabeats Volume One» на щойно заснованому лейблі Anjunabeats.
Разом з оригінальною версією композиції вийшов «Tease dub mix», який отримав безпосередню увагу від безлічі танцювальних клубів і підтримку від Пола Окенфолда (англ. Paul Oakenfold), Пола ван Дайка (англ. Paul van Dyk) та Піта Тонга (англ. Pete Tong).
У 2000 році дует об'єднався в знамените тріо Above & Beyond, коли Тоні, який тоді ще працював з Warner Music Group, за порадою свого брата покликав Джонатана і Пааво допомогти йому завершити ремікс на композицію Чакри (англ. Chakra) «Home».

### Назва та перші ремікси
Назва гурту походить від девізу «Above & Beyond», який Джонатан знайшов на вебсторінці. Коли колектив шукав назву для свого реміксу на Чакру, був вирішено використовувати цей девіз.
На момент випуску реміксу «Above & Beyond» були відносно невідомими, але все-таки зуміли відібрати сторону «А» у Rob Searle & Tilt. Після того як Піт Тонг відіграв ремікс, він досяг першого рядка в британському хіт-параді.
Після першого великого успіху безліч відомих лейблів зацікавилося творчістю гурту, буквально засипавши проханнями про нові роботи. Незабаром були випущені ремікси на таких виконавців як: Aurora «Ordinary World», Fragma «Everytime You Need Me», Perpetuous Dreamer «The Sound Of Goodbye», Adamski «In The City».
Найвідомішою роботою «Above & Beyond» став ремікс на сингл Мадонни «What It Feels Like For A Girl». Мадонні і її чоловікові Ґаю Річі (англ. Guy Ritchie) настільки сподобалася версія хлопців, що вони вирішили в кліпі на цю композицію замість альбомної версії використовувати їх ремікс. У 2003 році, після невеликої перерви, почалася друга хвиля реміксів.

### Музична кар'єра
Восени 2002 року вийшов перший сингл «Above & Beyond» «Far From In Love» за підтримки вокалістки Кейт Камерон (англ. Kate Cameron).
Паралельно з початком написання музики, гурт почав кар'єру ді-джеїв. 2002 року в Токіо перед 8 тисячами глядачів «Above & Beyond» дали свій перший виступ. Варто зазначити, що крім молодого тріо на сцені були добре відомі голландці Феррі Корстен (нід. Ferry Corsten) і Tiësto.
Справжнім проривом для гурту став 2004 рік: «Above & Beyond» дебютували на фестивалі Passion, на хвилях радіо Anjunabeats і багатьох інших радіостанціях, включаючи радіо Ministry of Sound, почалася трансляція надзвичайно успішного радіошоу Trance Around The World.
У цьому ж році вийшов другий сингл «No One On Earth», що містить вокал Зое Йонстон (англ. Zoë Johnston), однієї з учасниць «Faithless». Композиція завоювала двічі поспіль титул «трек тижня» на радіошоу Арміна ван Бюрена (нід. Armin van Buuren) «A State Of Trance». За результатами голосування слухачів синґл став треком року. Крім того, за результатами голосування слухачів BBC Radio 1, червневий мікс групи був названий найкращим міксом року.

### Tri-State
На початок весни 2006 року, після дворічної роботи в студії, вийшов дебютний альбом Above & Beyond «Tri-State», що отримав високі оцінки і визнання критиків. Британський журнал «DJ Mag», як правило дуже вороже ставиться до транс робіт, поставив оцінку 5 з 5 назвавши його «Діамантом». На високі оцінки не скупилися й інші видання: Notion Magazine поставив 5 з 5, Mixmag 4 з 5.

## Дискографія

### Студійні альбоми
- 2006 Tri-State
- 2008 Sirens of the Sea (Above & Beyond презентував OceanLab)
- 2011 Group Therapy (топ-позиція в Британському хіт-параді: #49)
- 2014 Acoustic
- 2015 We Are All We Need
- 2016 Acoustic II
- 2018 Common Ground
- 2019 Flow State

### Реміксові альбоми
- 2008 Tri-State Remixed
- 2009 Sirens of the Sea Remixed (Above & Beyond презентував OceanLab)

### Збірки

#### Релізи Anjunabeats
- 2003 Anjunabeats Volume One
- 2004 Anjunabeats Volume Two
- 2005 Anjunabeats Volume Three
- 2006 Anjunabeats Volume Four
- 2007 Anjunabeats Volume Five
- 2008 Anjunabeats100 + From Goa to Rio
- 2008 Anjunabeats Volume Six
- 2009 Anjunadeep:01
- 2009 Anjunabeats Volume 7
- 2010 Anjunabeats Volume 8
- 2011 10 Years of Anjunabeats
- 2011 Anjunabeats Volume 9
- 2013 Anjunabeats Volume 10
- 2014 Anjunabeats Volume 11
- 2015 Anjunabeats Volume 12

#### Релізи поза межами Anjunabeats
- 2009 Trance Nation (Ministry of Sound)
- 2010 AX Music Series Volume 15 — Mixed by Above & Beyond: Utopia (Armani Exchange Music Series)

### Сингли
| як Above & Beyond - 2002 «Far from in Love» - 2004 «No One on Earth» - 2005 «Air for Life» (з Енді Муром) - 2006 «Alone Tonight» - 2006 «Can't Sleep» - 2007 «Good for Me» (з Зое Джонстон) - 2007 «Home» - 2009 «Anjunabeach» - 2010 «Anphonic» (з Kyau & Albert) - 2011 «Sun & Moon» (з Річардом Бредфордом) - 2011 «Thing Called Love» (з Річардом Бредфордом) - 2011 «You Got To Go» (з Зое Джонстон) як Above & Beyond presents OceanLab - 2001 «Clear Blue Water» - 2002 «Sky Falls Down» - 2003 «Beautiful Together» - 2004 «Satellite» - 2008 «Sirens of the Sea» - 2008 «Miracle» - 2008 «Breaking Ties» - 2009 «On a Good Day» - 2009 «Lonely Girl» - 2010 «If I Could Fly on the Surface» - 2010 «On a Good Day (Metropolis)» | як Anjunabeats - 2000 «Volume One» як Above & Beyond presents Tranquility Base - 2001 «Razorfish» - 2004 «Surrender» - 2005 «Getting Away» - 2007 «Oceanic» - 2008 «Buzz» - 2009 «Buzz (Buzztalk Mix)» як Dirt Devils - 2000 «Disco Fans» - 2000 «The Drill» - 2003 «Music Is Life» як Free State - 2000 «Different Ways» - 2001 «Release» як Rollerball - 2003 «Albinoni» як Tongue of God - 2001 «Tongue of God» як Zed-X - 2003 «The Storm» |

### Ремікси
| як Above & Beyond - 2000 Chakra — Home (Above & Beyond Mix) - 2000 Aurora — Ordinary World (Above & Beyond Remix) - 2000 Fragma — Everytime You Need Me (Above & Beyond Remix) - 2000 Adamski — In The City (Above & Beyond Mix) - 2001 Armin van Buuren presents Perpetuous Dreamer — The Sound Of Goodbye (Above & Beyond Remix) - 2001 Anjunabeats — Volume One (Above & Beyond Remix) - 2001 Ayumi Hamasaki — M (Above & Beyond Vocal Dub Mix) - 2001 Ayumi Hamasaki — M (Above & Beyond Instrumental Mix) - 2001 Ayumi Hamasaki — M (Above & Beyond Typhoon Dub Mix) - 2001 Ayumi Hamasaki — M (Above & Beyond Vocal Mix) - 2001 The Mystery — Mystery (Above & Beyond Remix) - 2001 Three Drives On A Vinyl — Sunset On Ibiza (Above & Beyond Remix) - 2001 Dario G — Dream To Me (Above & Beyond Mix) - 2001 Delerium — Underwater (Above & Beyond's 21st Century Mix) - 2001 Madonna — What It Feels Like For A Girl (Above & Beyond 12" Club Mix) - 2001 Madonna — What It Feels Like For A Girl (Above & Beyond Club Radio Edit) - 2002 Catch — Walk On Water (Above & Beyond Remix) - 2002 Catch — Walk On Water (Above & Beyond Instrumental Mix) - 2002 Every Little Thing — Face The Change (Dirt Devils vs. Above & Beyond Remix) - 2002 Vivian Green — Emotional Rollercoaster (Above & Beyond Mix) - 2003 Billie Ray Martin — Honey (Above & Beyond Club Mix) - 2003 Billie Ray Martin — Honey (Above & Beyond Dub Mix) - 2003 Billie Ray Martin — Honey (Above & Beyond Radio Mix) - 2003 Rollerball — Albinoni (Above & Beyond Remix) - 2003 Motorcycle — As The Rush Comes (Above & Beyond's Dynaglide Mix) - 2003 Tomcraft — Loneliness (Above & Beyond Remix) - 2003 Exile — Your Eyes Only (Aimai Naboku Rinkan) (Above & Beyond Mix) - 2003 Matt Hardwick vs. Smith & Pledger — Day One (Above & Beyond's Big Room Mix) - 2003 Rusch & Murray — Epic (Above & Beyond Remix) - 2003 Madonna — Nobody Knows Me (Above & Beyond 12" Mix) - 2004 Abigail — Set Me Free (Above & Beyond Remix) - 2004 Britney Spears — Everytime (Above & Beyond's Club Mix) - 2004 Britney Spears — Everytime (Above & Beyond's Radio Edit) - 2004 Chakra — I Am (Above & Beyond Mix) - 2004 Dido — Sand In My Shoes (Above & Beyond's UV Mix) - 2004 Delerium — Silence (Above & Beyond's 21st Century Remix) - 2005 Ferry Corsten & Shelley Harland — Holding On (Above & Beyond Remix) - 2006 Cara Dillon vs. 2Devine — Black Is The Colour (Above & Beyond's Divine Intervention Remix) - 2007 Adam Nickey — Never Gone (Original Mix) (Above & Beyond Respray) - 2007 DT8 Project — Destination (Above & Beyond Remix) - 2007 Purple Mood — One Night In Tokyo (Above & Beyond Remix) - 2008 Radiohead — Reckoner (Above & Beyond Remix) - 2009 Dirty Vegas — Tonight (Above & Beyond Remix) - 2010 Miguel Bose — Por Ti (Above & Beyond Remix) - 2012 — Kaskade Feat. Skylar Grey — Room For Happiness (Above & Beyond Club Mix) - 2013 — Delerium — Underwater (Above & Beyond vs. Myon & Shane54 Remix) - 2013 — New Order — Blue Monday (Above & Beyond Remix) - 2013 — Ilan Bluestone & Jerome Isma-Ae — Under My Skin (Above & Beyond's 80s Revival Rework) - 2014 — Faithless — Salva Mea (Above & Beyond Remix) - 2015 — Jean-Michel Jarre & Tangerine Dream — Zero Gravity (Above & Beyond Remix) | як Dirt Devils - 2000 Free State — Different Ways (Dirt Devils Remix) - 2000 The Croydon Dub Heads — Your Lying (Dirt Devils Remix) - 2001 Free State — Release (Dirt Devils Rumpus Dub) - 2001 Anjunabeats — Volume One (Free State vs. Dirt Devils Remix) - 2002 Modulation — Darkstar (Dirt Devils Remix) - 2002 Every Little Thing — Face The Change (Dirt Devils vs. Above & Beyond Remix) - 2002 Day After Tomorrow — Faraway (Dirt Devils 12" Mix) - 2002 Day After Tomorrow — Faraway (Dirt Devils Inst) - 2002 Matt Cassar presents Most Wanted — Seven Days And One Week (Dirt Devils Mix) - 2002 Future Breeze — Temple Of Dreams (Dirt Devils Remix) - 2003 Ayumi Hamasaki — Voyage (Dirt Devils Remix) як Free State - 2000 4 Strings — Day Time (Free State Vocal Mix) - 2000 Icebreaker International Port of Yokohama (The Free State YFZ Mix) - 2001 Anjunabeats — Volume One (Free State vs. Dirt Devils Remix) як «OceanLab» - Teaser — When Love Breaks Down (OceanLab Mix) |